# Katastrofa autokaru w Jeżewie
Wypadek autokaru w Jeżewie – miał miejsce 30 września 2005 roku w pobliżu miejscowości Jeżewo Stare na drodze krajowej nr 8 z Białegostoku do Warszawy. Zginęło 13 osób, w tym 10 maturzystów – dziewięciu z I Liceum Ogólnokształcącego w Białymstoku oraz jeden z Zespołu Szkół Elektrycznych im. prof. Janusza Groszkowskiego w Białymstoku, którzy jechali na pielgrzymkę do Częstochowy. Pozostałymi ofiarami byli dwaj kierowcy autokaru oraz kierowca ciężarówki.

## Wypadek
Do zdarzenia doszło na odcinku drogi krajowej nr 8 między miejscowościami Mężenin i Jeżewo Stare, gdzie zdarzało się wiele wypadków. Droga na tym odcinku była w złym stanie i zapewniała znacznie gorsze warunki, niż aktualnie istniejąca droga ekspresowa z Białegostoku do Warszawy. Pobocze było wąskie, uniemożliwiające wyprzedzanie „na trzeciego”, występowały koleiny, a także liczne niewielkie łuki poziome (dolinki) ograniczające widoczność w sposób skuteczny, ale ignorowany przez niektórych kierowców. Autokar, którym jechali licealiści, podczas wyprzedzania zderzył się z innymi pojazdami i stanął w płomieniach. Pojazd spłonął doszczętnie jeszcze przed przybyciem straży pożarnej.
Tego samego dnia minister edukacji narodowej Mirosław Sawicki poprosił dyrektorów szkół w kraju o godne uczczenie pamięci ofiar. W poniedziałek w Białymstoku odbył się marsz milczenia ku czci zmarłych w wypadku. Wzięło w nim udział ponad 8 tysięcy osób. W Białymstoku ogłoszona została 3-dniowa żałoba. 9 października zmarła przebywająca do tej pory w szpitalu w stanie ciężkim maturzystka, która uczestniczyła w wypadku. Tym samym liczba ofiar wzrosła do 13. Niedaleko miejsca wypadku, kilkadziesiąt metrów od drogi, postawiono kapliczkę upamiętniającą to wydarzenie.

## Proces
Podczas śledztwa ustalono, iż przedsiębiorstwo Kosmos – z którego wynajęto autokar – dopuściło się wielu niedopatrzeń w trakcie swej działalności. Ostatecznie ustalono przebieg wypadków tego ranka: o godzinie 6:44, nieopodal Jeżewa Starego (we wsi Sikory-Wojciechowięta) kierowca autokaru zaczął wyprzedzanie samochodu osobowego w nieodpowiednim momencie. W ostatniej chwili kierowca ciężarówki jadącej z naprzeciwka próbował usunąć się na pobocze. Jednak nie udało się – na długości prawie połowy autokaru, w ścianie powstała wyrwa. Tam też znajdowały się zbiorniki z paliwem, które wydostało się zarówno na zewnątrz autokaru, jak i do jego wnętrza. Rozgrzane, trące o siebie metalowe części pojazdów i zwarcia w instalacjach elektrycznych autobusu wywołały pożar. W tej samej chwili w naczepę rozbitej ciężarówki uderzył jadący za nią samochód dostawczy.
W marcu 2009 roku zakończył się proces sześciu osób związanych z wypadkiem. Pracownicy przedsiębiorstwa transportowego Kosmos, specjaliści BHP i lekarka medycyny pracy usłyszeli wyroki skazujące ich na kary od sześciu miesięcy do półtora roku pozbawienia wolności w zawieszeniu.
Istniała hipoteza, że manewr wyprzedzania został podjęty w czasie, gdy kierowca autokaru miał napad epilepsji. Jednak w 2013 roku biegli uznali, ze choć nie są w stanie wykluczyć tego jednoznacznie, jednak – w ich ocenie – dowody nie potwierdzają takiego stanu rzeczy.

## Ofiary katastrofy
1. Zbigniew Arciszewski
2. Monika Biegańska
3. Joanna Dąbrowska
4. Sebastian Giesko
5. Krzysztof Góryński
6. Karolina Jankowska
7. Justyna Kowalko
8. Maria Romanowska
9. Zygmunt Stysiał
10. Wiesław Stepanowicz
11. Monika Szekalska
12. Małgorzata Zajączkowska
13. Karolina Zdanowicz

## W kulturze
- Wojciech Tochman: „Mojżeszowy krzak” w tomie Wściekły pies, Wydawnictwo Znak, 2007
- Wojciech Tochman : „Amen” w tomie „Wściekły Pies”, Wydawnictwo Znak, 2007